# VBV De Graafschap
El VBV De Graafschap (Vereniging Betaald Voetbal De Graafschap) és un club de futbol neerlandès de la ciutat de Doetinchem.

## Història

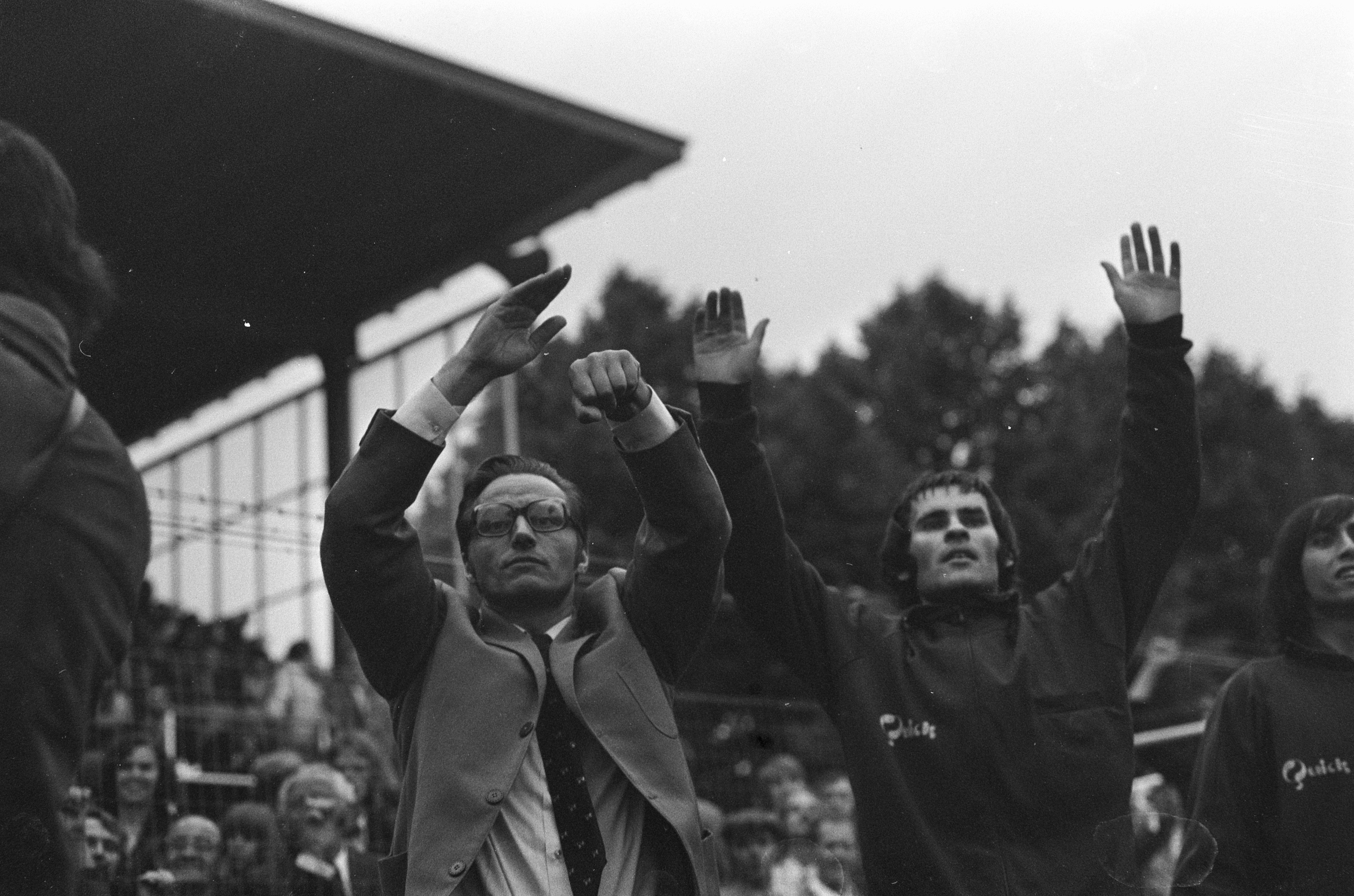
Sota el lideratge de Piet de Visser, el club va ascendir a l'Eredivisie per primera vegada el 1973.

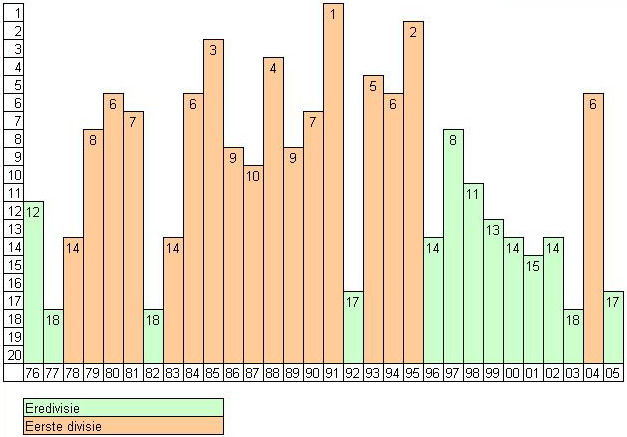
Gràfica De Graafschap 1976-2005.

El club va ser fundat l'1 de febrer de 1954. El nom del club significa "El Comtat" en neerlandès i se'ls coneix amb el sobrenom de Superboeren ("Super Agricultors").
El club no ha guanyat mai cap gran campionat. L'any 2000 inaugurà el seu actual estadi De Vijverberg. El 2007 i el 2010 es proclamà campió de l'Eerste Divisie assolint l'ascens a l'Eredivisie per les següents respectives temporades.
Els seus colors són samarreta blanca i blava a ratlles horitzontals i pantaló blanc.

## Palmarès
- Eerste Divisie:
  - 1991, 2007, 2010
- Tweede Divisie:
  - 1969
- Ascens a l'Eredivisie:[2]
  - 1973, 1981, 1995, 2004, 2015, 2018

## Jugadors destacats
- Foeke Booy
- Ernie Brandts
- Hans van de Haar
- Guus Hiddink
- Peter Hofstede
- Klaas Jan Huntelaar
- Jurrie Koolhof
- Olaf Lindenbergh
- Martijn Meerdink
- Jason Oost.
- Patrick Paauwe
- Stefan Postma
- Richard Roelofsen
- Dick Schoenaker
- Sonny Silooy
- Edward Sturing
- Sietze Veen
- Eric Viscaal
- Raymond Victoria
- Peter van Vossen
- Jason Čulina
- Mamadou Zongo
- Hazem Emam
- Tomasz Rząsa

## Entrenadors destacats
- Frans Adelaar
- Peter Bosz
- Henk van Brussel
- Hans van Doorneveld
- Hans Dorjee
- Henk Ellens
- Simon Kistemaker
- Jurrie Koolhof
- Fritz Korbach
- Frans Körver
- Gert Kruys
- Bert van Lingen
- Rob McDonald
- Pim van de Meent
- Ben Polak
- Sandor Popovics
- Huib Ruijgrok
- Evert Teunissen
- Frans Thijssen
- Pim Verbeek
- Jan Versleijen
- Piet de Visser
- Ad Zonderland
- Ben Zweers